# Tianzhu
| Tibetische Bezeichnung                                      |
| ----------------------------------------------------------- |
| Tibetische Schrift: ཐེན་ཀྲུའུ་བོད་རིགས་རང་སྐྱོང་ཁུལ                   |
| Wylie-Transliteration: then kru’u bod rigs rang skyong khul |
| Aussprache in IPA: [tʰẽʈʂuː]                                |
| Offizielle Transkription der VRCh: —                        |
| THDL-Transkription: Thenkru                                 |
| Andere Schreibweisen: —                                     |
| Chinesische Bezeichnung                                     |
| Traditionell: 天祝藏族自治縣                                |
| Vereinfacht: 天祝藏族自治县                                 |
| Pinyin:Tiānzhù Zàngzú zìzhìxiàn                             |

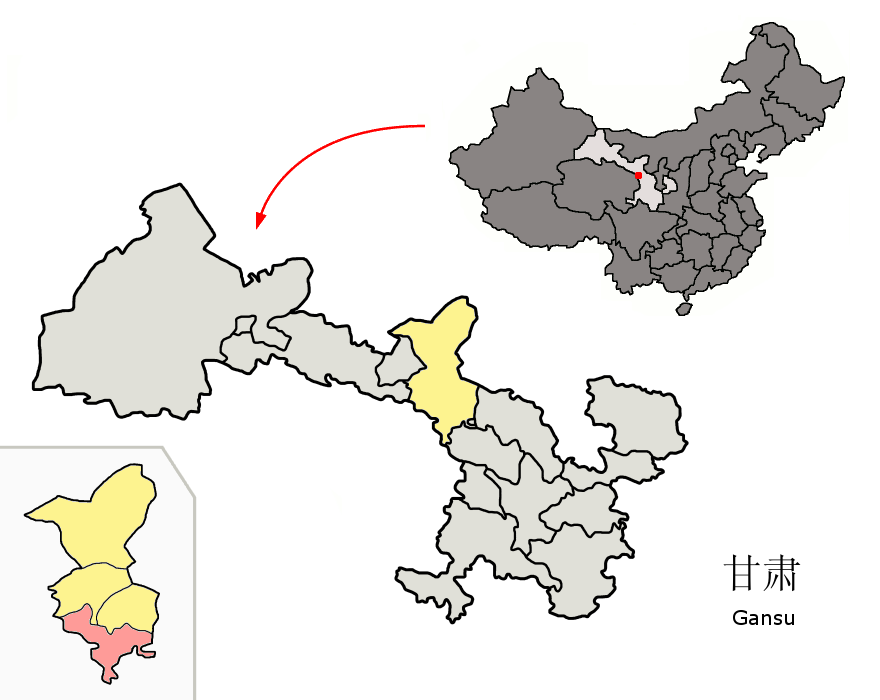
Lage des Kreises Tianzhu (rosa) in der bezirksfreien Stadt Wuwei (gelb)

Der Autonome Kreis Tianzhu der Tibeter (天祝藏族自治县,  Tiānzhù Zàngzú zìzhìxiàn) gehört zum Verwaltungsgebiet der bezirksfreien Stadt Wuwei in der chinesischen Provinz Gansu.

## Geographie
Der Autonome Kreis Tianzhu hat eine Fläche von 6.797 km² bei einer Nord-Süd-Ausdehnung von 158 km und einer West-Ost-Ausdehnung von 143 km. Ende 2018 hatte er 179.100 Einwohner. Sein Verwaltungssitz („Hauptstadt“) ist die Großgemeinde Huazangsi, die 144 km nordwestlich der Provinzhauptstadt Lanzhou und 132 km südöstlich des Stadtgebietes von Wuwei liegt. Tianzhu grenzt im Süden an Yongdeng, im Osten an Jingtai, im Norden an Liangzhou und Gulang, im Nordwesten an Sunan und im Westen an Menyuan, Huzhu und Ledu, wobei die letzten drei zur Provinz Qinghai gehören.
Tianzhu liegt auf einer Höhe von 2040 m bis 4874 m über dem Meeresspiegel. Im Westen ist das Relief Hochgebirge mit steilen Abhängen geprägt, in Richtung südöstlicher Richtung geht es in ebenere Formationen über. In der Region um Tianzhu treffen die tibetische Hochebene, die Löß-Ebene und die mongolische Hochebene aufeinander. Zu den Bergen mit über 4000 Metern Seehöhe gehören der Maya Xueshan (马牙雪山), der Leigong Shan (雷公山), der Niutou Shan (牛头山), der Waibalang Shan (歪巴郎山) und der Daigan Shan (代乾山). Der Daigan Shan, Wushao Ling (乌鞘岭) und Maomao Shan (毛毛山) bilden die Wasserscheide zwischen dem Einzugsgebiet des Huang He und des Shiyang He. Durch das Gebiet von Tianzhu fließen der Datong He, Jinqiangchuan He und der Shimen He, die alle südlich der Wasserscheide verlaufen und zum Flusssystem des Huang He gehören, und der Maozang He, Haxi He, Nancha He, Xiangshui He und Xidatan He, die nördlich der Wasserscheide verlaufen und zum Flusssystem des Shiyang He gehören.
Tianzhu hat ein Hochgebirgsklima mit Jahresdurchschnittstemperaturen zwischen −8 und 42 °C. Der mittlere jährliche Niederschlag liegt zwischen 265 und 632 Millimetern. Die Sonnenscheindauer liegt zwischen 2500 und 2700 Stunden jährlich, jedoch gibt es nur 90 bis 145 frostfreie Tage pro Jahr.
Zu den Attraktionen für Besucher zählen die Drei Schluchten von Tianzhu, das Landschaftsgebiet Shimengou, der Setang-Tempel, der Berg Maya Xueshan, die neolithische Fundstätte Luojiawan, Abschnitte der Chinesischen Mauer aus der Ming-Dynastie, die Ruinen der Altstadt von Songshan, der Tiantang-Tempel oder die Große Moschee.

## Administrative Gliederung
Tianzhu setzt sich aus 14 Großgemeinden und fünf Gemeinden zusammen:
- Großgemeinde Huazangsi (华藏寺镇);
- Großgemeinde Anyuan (安远镇);
- Großgemeinde Dachaigou (打柴沟镇);
- Großgemeinde Haxi (哈溪镇);
- Großgemeinde Songshan (松山镇);
- Großgemeinde Tanshanling (炭山岭镇);
- Großgemeinde Shimen (石门镇);
- Großgemeinde Tiantang (天堂镇);
- Großgemeinde Sers (赛什斯镇);
- Großgemeinde Duoshi (朵什镇);
- Großgemeinde Dahonggou (大红沟镇);
- Großgemeinde Qilian (祁连镇);
- Großgemeinde Xidatan (西大滩镇);
- Großgemeinde Zhaxiquglung (抓喜秀龙镇).

- Gemeinde Danma (旦马乡);
- Gemeinde Maozang (毛藏乡);
- Gemeinde Dongdatan (东大滩乡);
- Gemeinde Sailalong (赛拉隆乡);
- Gemeinde Dongping (东坪乡);

## Ethnische Gliederung der Bevölkerung Tianzhus (2000)
Beim Zensus im Jahr 2000 wurden in Tianzhu 221.347 Einwohner gezählt (Bevölkerungsdichte 30,97 Einwohner/km²).
| Name des Volkes | Einwohner | Anteil  |
| --------------- | --------- | ------- |
| Han             | 139.190   | 62,88 % |
| Tibeter         | 66.125    | 29,87 % |
| Tu              | 12.633    | 5,71 %  |
| Hui             | 1.986     | 0,9 %   |
| Mongolen        | 961       | 0,43 %  |
| Mandschu        | 213       | 0,1 %   |
| Dongxiang       | 90        | 0,04 %  |
| Uiguren         | 40        | 0,02 %  |
| Miao            | 23        | 0,01 %  |
| Sonstige        | 86        | 0,04 %  |

## Wirtschaft
Auf Grund der klimatischen Bedingungen spielt in Tianzhu die Haltung von Yaks noch eine große Rolle. Weiße Yaks werden in diesem Gebiet schon lange gezüchtet, da die weiße Wolle und die weißen Felle besser bezahlt wurden als die üblicherweise braune Yakwolle. Seit Gründung der Volksrepublik China wird die Zucht des Weißen Tainzhu-Yaks auch staatlich gefördert. Seit 1991 existiert eine Koordinationsgruppe, die spezielle Zuchtpläne für die Zucht des Weißen Tianzhu-Yaks erarbeitet, um den noch niedrigen Leistungsstand zu erhöhen. Bullen haben in der Regel eine Widerristhöhe von 120 Zentimeter und sind damit deutlich kleiner als Wildyaks.(Beleg fehlt)
Die Lanzhou-Xinjiang-Eisenbahn und die Nationalstraße 312 (China) (Shanghai-Xinjiang) führen über das Gebiet von Tianzhu.